# Adolf Hoel
Adolf Hoel (Sørum, 15 de mayo de 1879-Oslo, 19 de febrero de 1964) fue un geólogo, ecologista e investigador de la región polar noruego. Encabezó varias expediciones científicas hacia Svalbard y Groenlandia. Hoel ha sido descrito como una de las figuras más icónicas e influyentes de la exploración polar de la primera mitad del siglo XX, junto con Fridtjof Nansen y Roald Amundsen. Su enfoque e investigación sobre los territorios polares ha sido el principal aporte de la razón por la que Noruega posee soberanía sobre Svalbard y la Tierra de la Reina Maud en la Antártida. Hoel fue el director fundador del Instituto Polar Noruego, y ejerció como rector de la Universidad de Oslo y como Presidente de la Sociedad Noruega por la Conservación de la Naturaleza. El mineral hoelita y las Montañas Hoel en la Antártida fueron nombradas en su honor.

## Biografía
Hoel nació en 1879, en la ciudad de Sørum, Provincia de Akershus, Noruega. Asistió a la Hans Nielsen Hauges Minde y a la Universidad de Oslo, en donde en este último realizó su examen candidatus realium en 1904. En 1916, contrajo matrimonio con Elisabeth Birgitte Fredrikke Thomsen.
En 1911, Hoel se convirtió en miembro de la Universidad de Oslo, y en 1919 se convierte en docente de la institución. Fue nombrado profesor titular en 1940. También llegó a ser rector de la Universidad de Oslo entre 1941 y 1945, durante la ocupación alemana de Noruega. Fue el principal investigador noruego sobre Svalbard hacia comienzos del siglo XX, y en 1928 fundó Norges Svalbard-og Ishavsundersøkelser, el cual pasaría a ser el Instituto Polar Noruego en 1948. Entre 1935 y 1945, fue Presidente de la Sociedad Noruega por la Conservación de la Naturaleza.
En 1933, comenzó a militar el partido fascista Nasjonal Samling liderado por el exministro de Defensa Vidkun Quisling, en gran parte debido al enfoque nacionalista noruega de la ocupación noruega sobre una parte de Groenlandia hacia comienzos de la década de 1930. Tras finalizar la Segunda Guerra Mundial, finalizó su trabajo en el Instituto Polar sobre la historia de Svalbard (Svalbard. Svalbards historie 1596-1965), el cual fue publicado bajo tres volúmenes, los cuales fueron publicados posterior a su muerte, ocurrida el 19 de febrero de 1964.